# Mesocletodes arenicola
Mesocletodes arenicola är en kräftdjursart som beskrevs av Noodt 1952. Mesocletodes arenicola ingår i släktet Mesocletodes och familjen Argestidae. Arten har ej påträffats i Sverige. Inga underarter finns listade i Catalogue of Life.